# Davey Havok

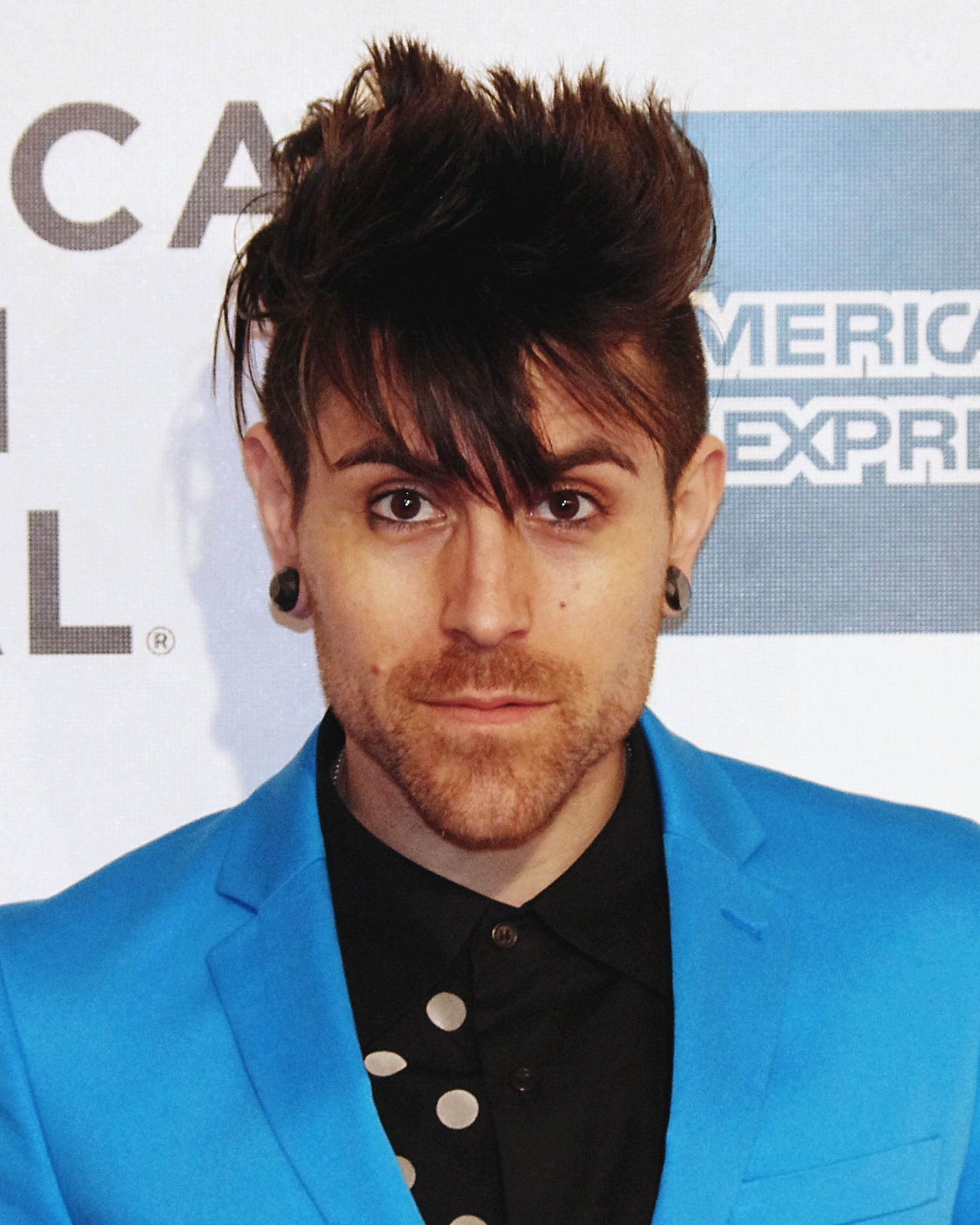
Davey Havok (2012)

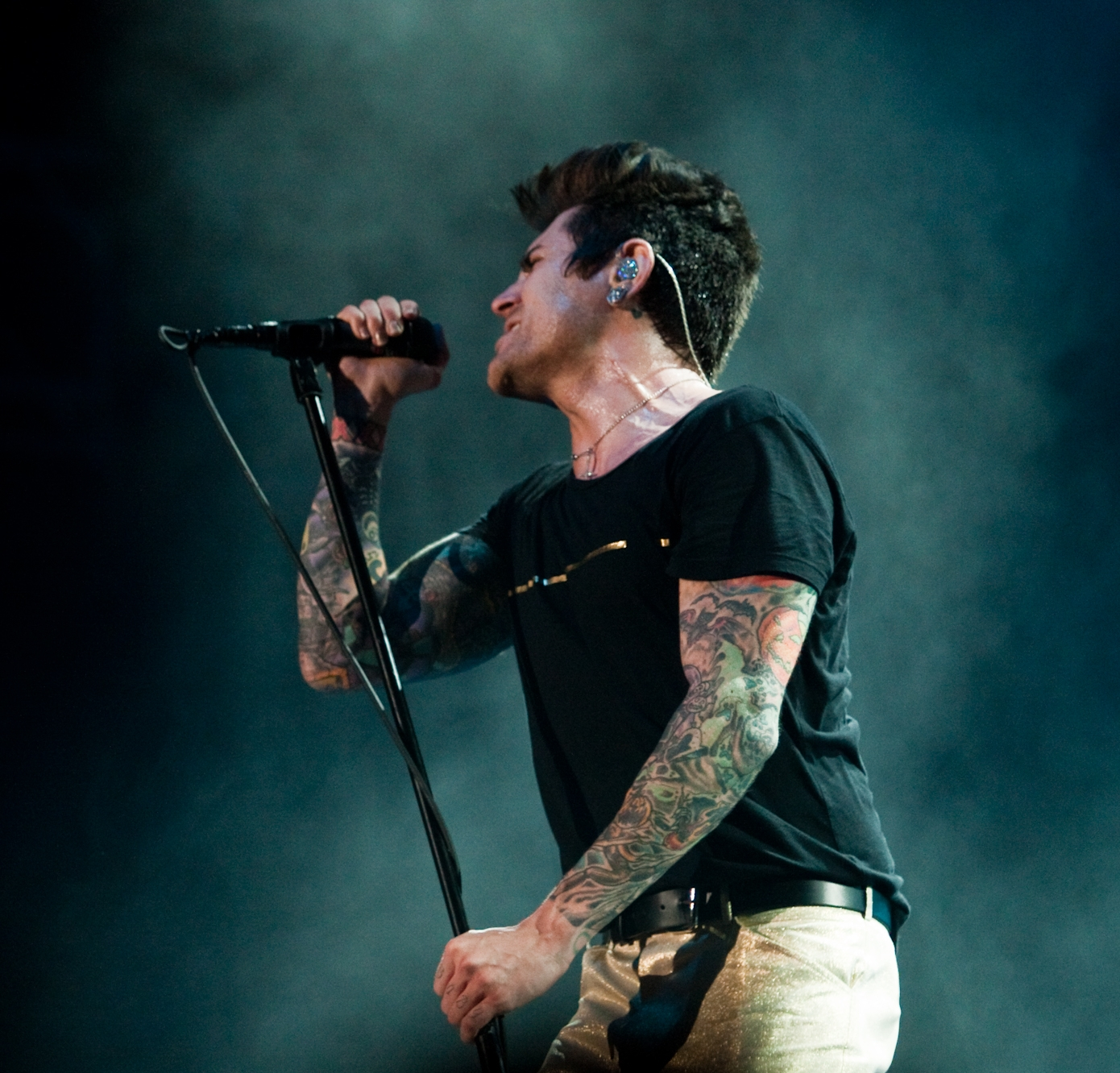
Davey Havok (2009)

Davey Havok (* 20. November 1975 in Rochester, New York, USA, eigentlich David Paden Marchand, geboren als David Passaro) ist ein US-amerikanischer Sänger und Texter, der vor allem durch die Band AFI bekannt wurde.

## Biographie
Davey Havok ist Italo-Amerikaner und Sohn von Penny und Paul Marchand. Paul Marchand ist jedoch nur sein Stiefvater, den Havoks Mutter nach dem Tod von Havoks leiblichem Vater, Davey war zu dieser Zeit fünf Jahre alt, heiratete. Davey Havok nahm den neuen Familiennamen an und sieht seinen Stiefvater auch gänzlich als seinen „richtigen“ Vater an.
Im Alter von sechs Jahren zog seine Familie nach Ukiah in Kalifornien. Bis zur achten Klasse ging er auf eine katholische Schule. Dort sang er im Chor und übernahm einige Rollen bei Schultheaterstücken. Während seiner High-School-Zeit gründete er 1991 mit seinen Freunden Mark Blackwelder und Vic Chalker eine Musikgruppe. Sie überredeten auch einen Schulkameraden, Adam Carson, das Schlagzeug zu übernehmen. Nach der High School löste sich die Band zunächst auf und Havok besuchte das College um Englisch und Psychologie zu studieren.
Während der Zeit im College kam es zu einem „Reunion“-Konzert von AFI, wie die Band nun genannt wurde. Nach Erfolgen der Band brach Davey Havok sein Studium ab. Er und Jade Puget, der Gitarrist der Band AFI, betrieben das Electro-Nebenprojekt Blaqk Audio. Zudem übernahm Havok die Rolle des Sängers bei der Horrorpunkband Son of Sam. Seine größten Erfolge, auch international, konnte Havok jedoch stets mit AFI feiern.
Seit 2017 ist Davey Havok Sänger der Band Dreamcar, einem Pop-Sideprojekt mit Mitgliedern der Band No Doubt.

## Sonstiges
Davey Havok betrieb seine eigene Modelinien „Glitterboy“ und „Paden“, die von dem Stil der 70er Jahre geprägt waren. Seine neueste Modelinie heißt „Zu Boutique“. Zusammen mit Jeffree Star modelte er für die gesamte Modelinie „Tokyo Hardcore“ von Tarina Tarantina.
Havok ist Straight-Edge-Anhänger. Er lehnt Drogenkonsum in jeglicher Form ab und ist zudem Veganer. Havok besitzt unzählige Tätowierungen. Darunter sind ein gebrochenes Herz hinter seinem rechten Ohr, ein brennendes Herz auf seiner Brust, schwarze Flügel auf seinem Rücken, drei rote Kreuze an seinem rechten Handgelenk (diese stehen für Straight Edge), Horrorcomic-Motive auf seinen Armen und viele Halloween-Kürbisse.
Einige Fans gründeten einen Fanclub, den diese als „Kirche“ bezeichnen, die Davey Havok gewidmet sei. Diese Church of Havok dient allein der Würdigung Davey Havoks und dessen Werken.

## Diskographie (Alben)

### Mit AFI
- 1995: Answer That and Stay Fashionable
- 1996: Very Proud of Ya
- 1997: Shut Your Mouth and Open Your Eyes
- 1999: Black Sails in the Sunset
- 2000: The Art of Drowning
- 2003: Sing the Sorrow
- 2006: Decemberunderground
- 2007: I Heard a Voice (Live)
- 2009: Crash Love
- 2013: Burials
- 2017: The Blood Album
- 2018: The Missing Man
- 2021: Bodies

### Mit Son of Sam
- 2001: Songs from the Earth

### Mit Blaqk Audio
- 2007: CexCells
- 2012: Bright Black Heaven
- 2016: Material
- 2019: Only Things We Love
- 2020: Beneath the Black Palms

### Mit Dreamcar
- 2017: Dreamcar